# Zbigniew Domżał
Zbigniew Kazimierz Domżał (ur. 5 marca 1956) – polski historyk, doktor habilitowany, działacz piłkarski, samorządowiec, radny Rady Miejskiej w Łodzi (1998–2002).

## Życiorys

### Działalność naukowa
Ukończył filologię klasyczną na Uniwersytecie Łódzkim (1979), a następnie obronił doktorat na Wydziale Filologiczno-Historycznym Uniwersytetu Jana Długosza w Częstochowie (2005). W 2012 dokonał habilitacji w dziedzinie pedagogiki na Uniwersytecie Katolickim w Rużomberku, pisząc pracę habilitacyjną pt. Szkolnictwo protestanckie na Dolnym Śląsku (do połowy XVII w.). Analogie i różnice wobec rodzaju szkolnictwa na Pomorzu Zachodnim i w Saksonii-Weimar. Wykładał w Wyższej Szkole Nauk Pedagogicznych (2016–2017), Uczelni Nauk Społecznych w Łodzi (2017–2022), której jest założycielem, oraz w Akademii Polonijnej w Częstochowie (2021). Był również nauczycielem akademickim w Collegium Humanum i pełnomocnikiem w zakresie reprezentowania uczelni w obszarze studiów podyplomowych.

### Działalność sportowa
W 1970 został piłkarzem drużyny młodzieżowej Łódzkiego Klubu Sportowego. Jego największym sukcesem było osiągnięcie półfinału w mistrzostwach polski juniorów oraz uczestnictwo w rozgrywkach III ligi. Od lipca 2012 do 31 grudnia 2012 był dyrektorem generalnym Łódzkiego Klubu Sportowego.

### Działalność polityczna
W latach 1998–2002 był radnym Rady Miejskiej w Łodzi, do której został z wybrany w okręgu nr 3, z ramienia RS AWS, uzyskując 524 głosy. W 2001 jako pierwszy łódzki radny został członkiem Platformy Obywatelskiej. W 2002 kandydował ponownie w wyborach do Rady Miejskiej w Łodzi, w okręgu nr 2 z ramienia KWW Sprawiedliwość dla Obywateli, będącym wspólnym komitetem Prawa i Sprawiedliwości oraz Platformy Obywatelskiej, jednakże nie uzyskał mandatu.
| Wybory | Komitet wyborczy | Komitet wyborczy                 | Organ                | Okręg | Wynik       |
| ------ | ---------------- | -------------------------------- | -------------------- | ----- | ----------- |
| 1998   |                  | RS AWS                           | Rada Miejska w Łodzi | nr 3  | 524 (2,40%) |
| 2002   |                  | KWW Sprawiedliwość dla obywateli | Rada Miejska w Łodzi | nr 2  | 224 (0,92%) |

### Życie prywatne
Jego żoną jest dr hab. Urszula Domżał – była rektor Uczelni Nauk Społecznych w Łodzi. Mają dwóch synów: Piotra i Karola.

## Kontrowersje
W 2019 został zatrzymany przez gdańską policję, w wyniku przygotowanej na niego zasadzki, podczas wręczania dyplomu ukończenia studiów, bez konieczności uczęszczania na nie. W zamian za dokument miał uzyskać 2,5 tys. zł. Według Wirtualnej Polski, miał również oferować uzyskanie dyplomów za pieniądze znanym polskim piłkarzom. Za stawiany mu zarzut przyjęcia korzyści majątkowej w związku z pełnieniem funkcji publicznej, grozi mu do 8 lat więzienia. W związku z toczącym się śledztwem prokuratura w Gdańsku postawiła mu 46 zarzutów.
W 2024 w związku z pracą w Collegium Humanum został oskarżony o przyjmowanie wspólnie i w porozumieniu z innymi osobami korzyści majątkowych w zamian za zachowania stanowiące naruszenie przepisów prawa. W związku z prowadzonym śledztwem usłyszał łącznie 4 zarzuty.

## Publikacje
- Domżał Z., Das Skriptorium des Zisterzienserklosters bis zum Ende des 13. Jhrs. (Eldena in Deutschland), Wydawnictwo Wyższej Szkoły Edukacji Zdrowotnej, 2007, ISBN 978-83-61095-01-9.
- Domżał Z., Trzynastowieczne skryptorium dokumentowe w Eldenie, Wydawnictwo Wyższej Szkoły Edukacji Zdrowotnej, 2008, ISBN 978-83-61095-04-0.
- Domżał Z., Szkolnictwo protestanckie na Dolnym Śląsku (do połowy XVII w.) – Pomorzu Zachodnim i w Saksonii – Weimar, Wydawnictwo Wyższej Szkoły Edukacji Zdrowotnej i Nauk Społecznych, 2012, ISBN 978-83-61095-12-5.
- Domżał Z., Wałkówski A., Imię róży inaczej...: ze studiów nad skryptorium klasztoru Cystersów w Mogile do początków XVI wieku, Wydawnictwo Uczelni Nauk Społecznych, 2015, ISBN 978-83-61095-53-8.